# DeLand
DeLand è una città degli Stati Uniti d'America, situata in Florida, nella Contea di Volusia, della quale è il capoluogo.